# Castello di Talmberk
Il castello di Talmberk (tedesco Burg Talenberg, Talmberg (1297), Burg Tallenberg) è un castello in rovine situato a Talmberk, vicino a Samopše, nel distretto di Kutná Hora. È sopra un promontorio roccioso che si affaccia sul torrente Talmberský. Al giorno d'oggi praticamente all'interno del castello sono situate alcune case. Dal 1958 è stato conservato come monumento culturale della Repubblica Ceca.

## Storia
Il probabile fondatore di Talmberk è Hroznatá z Úžic (o Ernst di Kaunitz), margravio di Venceslao II a Praga (i cui discendenti ottennero numerosi territori nel Sud ed Est Boemia come Slatiňany, Miličín e le aree intorno a Čáslav), che ottenne il territorio grazie ad un furto di documenti. Con suo figlio o nipote Vilém fu documentata direttamente l'esistenza del castello nel 1297. Nel 1312 venne citato Arnošt, discendente diretto di Hroznatá, che ottenne Černčice e Kácov, imparentandosi con i signori di Černčice e Kácov. Nel 1316 e nel 1336 sono citati i fratelli Diviš e Nezamysl di Talmberk, discendenti di Guglielmo. Diviš viveva ancora nel 1353, mentre negli anni 1357-1374 il proprietario del castello risulta Ješek di Talmberk, negli anni 1357-1382 Vilém II. Nel 1390 il castello passò nelle mani di Diviš II, ma l'anno successivo il vicino Havel Medek di Valdek e suo fratello Guglielmo lo imprigionarono, diedero alle fiamme il villaggio di Přibyslavice e imprigionarono Diviš. Diviš fu liberato solo nel 1397 grazie al consiglio regionale ed al suo amico Racek Kobyla z Dvorce. Quest'episodio fece attuare delle modifiche al castello da parte di Diviš, come la creazione di una doppia cinta di mura (probabilmente fu fatta invece in correlazione alle guerre hussite). Poi, nel 1417 il castello risulta di Oldřich di Talmberk e nel 1437 Hynek di Talmberk. Non è stato ancora possibile determinare i rapporti di parentela tra i proprietari del castello.
Poi il castello nel 1473 passa sotto il controllo di Bedřich Ojíř di Očedělice e nel 1487 a Bedřich di Šumburk e Talmberk, che tentò di venderlo, senza ottenere niente di fatto a Bohuslav di Švamberk, proprietario di Rataje nad Sázavou. Poi venne di nuovo citato nel 1533 come proprietà di Michal Slavata di Chlum, ma era già deserto.
Quindi il castello fu lasciato al suo destino, venne smontato nel corso dei secoli XVII-XVIII, per costruire case all'interno del parco del castello. Due case sono addirittura situate all'interno dello stesso castello, e ciò danneggiò parecchio i resti del castello. L'ultimo intervento avvenne nel 1933.